# Kantarogamia
Kantarogamia, kantarofilia – szczególny typ entomogamii (owadopylności), w której kwiaty zapylane są przez chrząszcze. Jest to najstarszy ewolucyjnie typ owadopylności. Obecnie występuje głównie w klimacie równikowym (tropikalnym), chociaż przykłady tego zjawiska można spotkać także w klimacie umiarkowanym (np. grzybienie, grążele). Kwiaty zapylane w ten sposób są stosunkowo duże, mają intensywny zapach i barwę najczęściej żółtą, zieloną lub białą.